# Vissel Kobe
Vissel Kobe (japonês: ヴィッセル神戸, Hepburn: Visseru Kōbe) é um clube japonês de futebol profissional da cidade de Kobe.

## História

### Inicio
Fundado em 1966 como Kawasaki Steel Soccer Club, disputou sua primeira competição oficial vinte anos depois, na Segunda Divisão da Japan Soccer League (embrião da atual J. League).

### Era J-League
Em 1994, a cidade de Kobe entrou em acordo com a Kawasaki Steel para mudar de sede, com o objetivo de se tornar um clube profissional de futebol. Consequentemente, o time passaria a se chamar Vissel, combinação de "Victory" (vitória, em inglês, e "Vessel" embarcação), e contaria com o patrocínio da empresa de alimentos Daiei. Em 1996, conquista o acesso à elite do futebol japonês, onde permaneceria até 2005, quando caiu para a J-2.
Retornaria à J. League em 2006, quando terminou em terceiro lugar na Segunda Divisão. Em 2012, o Vissel fez uma campanha fraca na Primeira Divisão japonesa, terminando em décimo-sexto lugar, e caindo para a J-2 sete anos depois do descenso. Jogando a segunda divisão em 2013, terminou o campeonato em segundo lugar e conquistou seu retorno novamente para primeira divisão.
Em 2023, conquistou seu primeiro título da primeira divisão depois de vencer o Nagoya Grampus por 2–1 na penúltima rodada do campeonato e ficar quatro pontos à frente do então segundo colocado Yokohama F. Marinos.

## Hiroshi Mikitani
Hiroshi Mikitani (Kobe, 1963) se dedicava às finanças, que era o negócio de sua família e estava formado para isso. Até que o terremoto que destruiu a sua cidade em 1995, o fez tomar um caminho completamente diferente: vender seu banco e apostar na Internet. Tinha a intuição de que a rede de computadores interconectados poderia mudar o mundo para sempre.
Em 1997, a Rakuten, seu império, dava os primeiros passos. Hoje, ele tem mais de 10.000 funcionários no mundo inteiro. As receitas superam 3,308 bilhões de euros (10,6 bilhões de reais). Aos 53 anos, sua fortuna pessoal o coloca na 334.ª posição da lista da Forbes, apesar de que isso é menos importante para ele do que levar conteúdo para todos os cantos do mundo.
Dentro desta estratégia estão investimentos significativos: 70 milhões de euros, ou 225 milhões de reais, no Pinterest, a rede social mais visual. Sua última compra foi o Viber (700 milhões de euros, ou 2,2 bilhões de reais), concorrente direto do WhatsApp. Ele também possui a espanhola Wuaki, uma loja de vídeos on-line, a biblioteca e leitor de livros eletrônicos Kobo, assim como buy.com, play.com e PriceMinister.
Suas duas paixões são o baseball (sendo dono da equipe Tohoku Rakuten Golden Eagles) e a música clássica – presidente da Filarmônica de Tóquio – cujo centenário o levou a uma visita a Madri, na Espanha.
Dono do Vissel Kobe, Hiroshi Mikitani foi impulsor do investimento mais valioso relacionado ao seu nome: a contratação do jogador Andrés Iniesta, graças a sua boa relação com o principal patrocinador do Barcelona — a prestigiosa Rakuten.

## Chegada de Iniesta
Um dos maiores ídolos da história do Barcelona, Andrés Iniesta, assinou contrato com o Vissel Kobe no dia 24 de maio de 2018, menos de uma semana após realizar sua última partida com o clube catalão. O Vissel Kobe estava em sexto lugar na liga nacional, com 22 pontos. Na equipe, além de Podolski, campeão da Copa do Mundo de 2014, dois brasileiros jogavam no time, ambos atacantes de mais de 30 anos, Wellington Tanque, revelado pelo Internacional, e Leandro, formado nas categorias de base do Corinthians e do Nacional-SP.
Segundo Hiroshi Mikitani, Iniesta é um dos jogadores mais respeitados do mundo. "Terá um impacto profundo no desenvolvimento do futebol japonês" - disse Hiroshi, complementando: "Espero que a J-League cresça para ser uma liga que todo mundo queira ver".
Mikitani também elogiou a academia do Barça e a "liderança" de Iniesta, assim como os valores do jogador espanhol e sua "capacidade de influência global", que será "uma inspiração para o clube e para toda a liga e sociedade japonesa". O magnata japonês acrescentou que a "metodologia" de La Masia e do próprio Iniesta se aplicarão na academia de jovens jogadores do clube japonês.
A chegada do jogador despertou uma enorme expectativa no país asiático, refletindo nos mais de 200 jornalistas japoneses que participaram da apresentação do meia catalão. Segundo a imprensa local, Iniesta vai receber US$ 30 milhões (R$ 108 milhões) por temporada.
Em 2023, o jogador anunciaria a sua saída do clube.

## Estádio

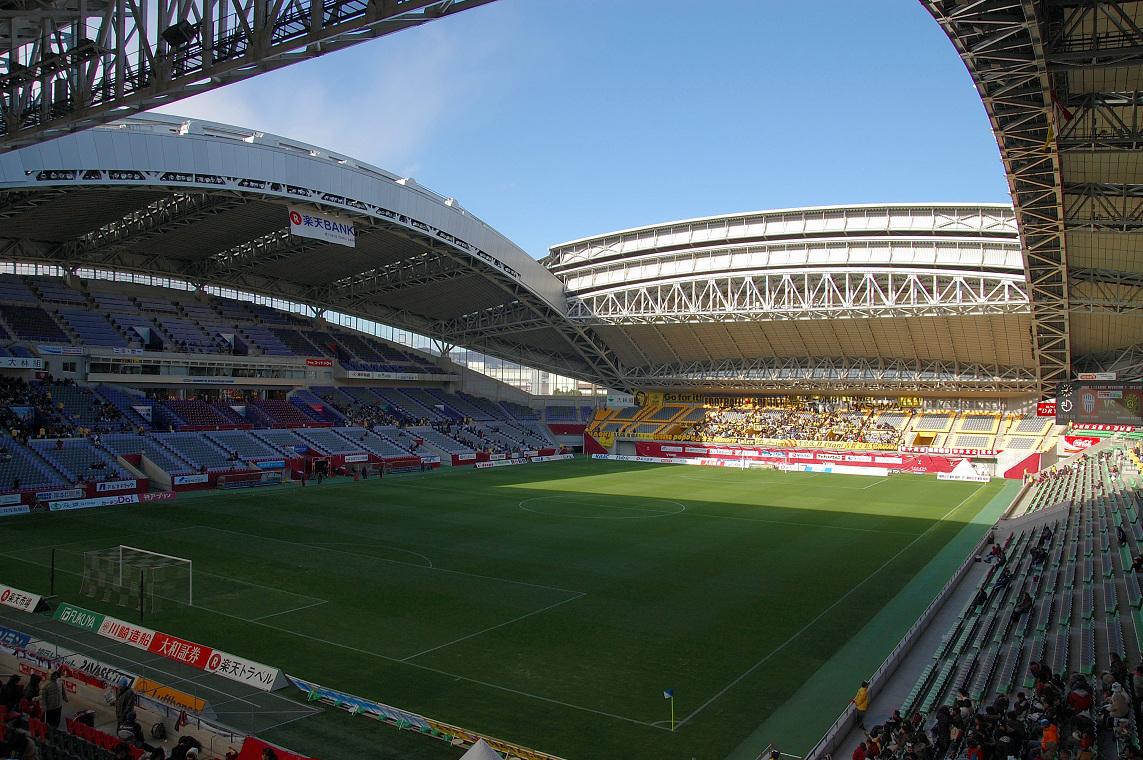
Vista do Estádio Kobe Wing.

O Estádio Kobe Wing (神戸ウイングスタジアム) é um estádio localizado na cidade de Kobe, no Japão.
Inaugurado em Outubro de 2001, tem capacidade para 42000 torcedores e é a casa do time de futebol Vissel Kobe, que disputa a J-League.
Recebeu três partidas da Copa do Mundo FIFA de 2002.
O Kobe Wing tem capacidade de 30182 lugares, e para outros jogos, utiliza-se do Kobe Universiade Memorial Stadium, que possui capacidade de 45000 pessoas. 

## Títulos
| NACIONAIS | NACIONAIS          | NACIONAIS | NACIONAIS   |
|           | Competição         | Títulos   | Temporadas  |
| --------- | ------------------ | --------- | ----------- |
|           | J-League           | 2         | 2023 e 2024 |
|           | Copa do Imperador  | 2         | 2019 e 2024 |
|           | Supercopa do Japão | 1         | 2020        |

## Uniformes
Entre 1995 e 2004, o Vissel tinha como uniforme principal camisa branca com listras verticais pretas, calção preto e meias brancas. A partir de 2005, ano em que caiu pela primeira vez para a J-2, passou a usar o grená como cor em seu uniforme titular, deixando o branco no segundo uniforme.

### Uniformes dos jogadores
- Uniforme principal: camisa bordô, calção e meias bordôs.
- Uniforme de visitante: camisa branca, calção preto e meias brancas.

| 1.º uniforme | 2.º uniforme |

### Uniformes anteriores
- 2019

| 2.º uniforme | 2.º uniforme | 3.º uniforme |

- 2018

| 1.º uniforme | 2.º uniforme | 3.º uniforme |

- 2017

| 1.º uniforme | 2.º uniforme |

- 2015

| 1.º uniforme | 2.º uniforme |

## Desempenho
| - 1997 - J-League (16° lugar) - 1998 - J-League (17° lugar) - 1999 - J-League (10° lugar) - 2000 - J-League (13° lugar) - 2001 - J-League (12° lugar) - 2002 - J-League (14° lugar) - 2003 - J-League (13° lugar) - 2004 - J-League (11° lugar) - 2005 - J-League (18° lugar - rebaixado) - 2006 - J2-League (3° lugar - promovido) - 2007 - J-League (10° lugar) | - 2008 - J-League (10° lugar) - 2009 - J-League (14° lugar) - 2010 - J-League (15° lugar) - 2011 - J-League (9° lugar) - 2012 - J-League (16° lugar rebaixado) - 2013 - J2-League (2° lugar promovido) - 2014 - J-League (11° lugar) - 2015 - J-League (12° lugar) - 2016 - J-League ( 7° lugar) - 2017 - J-League ( 9° lugar) - 2018 - J-League (10° lugar) - 2019 - J-League ( 8° lugar) - 2020 - J-League (14° lugar) - 2021 - J-League (3° lugar) - 2022 - J-League (13° lugar) - 2023 - J-League (1° lugar) |

### Clubes afiliados
- Chonburi FC